# Bertram Luard-Selby
Bertram Luard-Selby   (12 de febrer de 1853 - 26 de desembre de 1918) va ser un compositor i organista de la catedral anglès. Com a organista, va exercir en la catedral de Salisbury i la catedral de Rochester. Com a compositor, va escriure prolíficament per a l'església, les sales de concerts i el teatre.
Luard-Selby va néixer a Ightham Mote, Kent. Va estudiar l'orgue al conservatori de Leipzig sota Carl Reinecke i va ser nomenat organista successivament a, St. Barnabas, Marylebone i Highgate School (1876); Catedral de Salisbury (1881); Església de Sant Joan, Torquay, 1884; i St. Barnabas, Pimlico, 1887. Va ser nomenat organista de la catedral de Rochester a la mort del titular, John Hopkins, el 1900, i va ocupar el càrrec fins al 1916, quan va renunciar a ocupar un càrrec al Bradfield College. Va ser l'editor musical de Hymns Ancient and Modern, publicat el 1904. També va oferir concerts de música de cambra a Londres a la dècada de 1880.

Al "Festival dels Tres Cors" de 1877, el Kyrie Eleison de Luard-Selby es va estrenar en un concert juntament amb dues altres novetats, In Memoriam i Siemivn alemany en homenatge a Brahms. "The Musical Times" va dir de l'obra de Luard-Selby: 
| « | <"No vam descobrir cap originalitat del pensament, però l'escriptura demostra que el seu compositor és un músic complet"> | » |

. Va compondre dues cantates escolars, The Waits of Bremen i A Castle a Espanya; música de cambra que inclou dos quintets de piano; un quartet de piano; tres sonates per a violí i piano; i moltes cançons i cançons parcials. La seva música de l'església inclou dues escenes del Magnificat i Nunc dimittis, 16 himnes i diverses peces per a l'orgue.
Entre les obres orquestrals de Luard-Selby hi havia Village Suite, que es va estrenar a l'"Henry Wood Proms" el 1908, i An Idyll, descrit per The Manchester Guardian com a "extremadament tediós" el 1897 i com a "pintoresc" dos anys després. Entre les altres obres inclouen música incidental a Helena in Troas, un drama de John Todhunter i E. W. Godwin (Londres, 1886). També va escriure tres òperes: The Ring (1886) i Adela (produïda a Nottingham el 1888), i una òpera còmica d'un acte per a dos personatges, Weather or No, produïda per primera vegada al "Savoy Theatre" el 1896 com a aixecador de telons per El Mikado. Tant The Observer com The Times van lloar la música i el llibret de Weather or No i van aconsellar als lectors que no el perdessin. També era popular a Alemanya i Àustria com Das Wetterhäuschen (Casa del temps).
Luard-Selby va morir a 65 anys a Brigg, Lincolnshire.